# Josh Duhamel
Josh Duhamel (* 14. listopad 1972 Minot, Severní Dakota, USA) je americký herec. První herecká role přišla s telenovelou All My Children a později se objevil v seriálu Las Vegas. Poté přišly filmové role, zahrál si hlavní postavu ve filmové sérii Transformers. Také se objevil ve filmech Rande v Římě (2010), Pod jednou střechou (2010), Šťastný Nový rok (2011) Bezpečný přístav (2013), Město statečných (2015).

## Životopis
Josh David Duhamel se narodil do rodiny prodavače a učitelky. Vystudoval prestižní Minot State University. Na škole ho nejvíc bavil fotbal a chemie s biologií. Vždy ho bavilo být středem pozornosti a tak se přes svou přítelkyni dostal až do světa modelingu. Následně se přestěhoval do San Francisca. Zde se spřátelil s hercem Ashtonem Kutcherem, který ho přivedl do světa filmu.

## Kariéra
První roli dostal v nekonečném seriálu All My Children. Za roli získal nominace na Cenu Daytime Emmy.O hodně víc na sebe upozornil ve filmové adaptaci knihy Oscara Wildea Obraz Doriana Greye, ve kterém si zahrál hlavní roli. Popularitu mu přinesl až seriál Las Vegas, kde hraje detektiva Danny McCoye. Objevil se i v nevýrazné komedii Rande s celebritou a v průměrném hororu Turistas. Doposud největší zkušeností pro něho bylo natáčení trháku Michaela Baye Transformers (2007). Poté se objevil i ve filmu Transformers: Pomsta poražených (2009) a Transformers 3 (2011). V roce 2013 moderoval předávání cen Kid's Choice Award. V roce 2014 se objevil v dramatu po boku Hilary Swank To nejsi Ty, ve kterém hrál manžela Kate, která je diagnostikovaná ALS.

## Osobní život
Ve svém volném čase hraje rád fotbal, basketbal a golf. Má tři mladší sestry. Pravidelně se umísťuje v anketách o nejhezčího muže světa. Od roku 2005 žije se zpěvačkou Stacy Ferguson. Ve svém rodném městečku vlastní restauraci.10. ledna 2009 se vzali v Malibu v Kalifornii a jejich syn Axl Jack Duhamel se narodil 29. srpna 2013. Žije v Los Angeles.

## Filmografie
| Rok  | Název                                | Role                               | Poznámky |
| ---- | ------------------------------------ | ---------------------------------- | --- |
| 2004 | Obraz Doriana Graye                  | Dorian Gray                        | |
| 2004 | Rande s celebritou                   | Tad Hamilton                       | Nominace – Teen Choice Award v kategorii Nejlepší filmový lhář Nominace – Teen Choice Award v kategorii Filmový objev roku - muž |
| 2006 | Brazilský masakr                     | Alex                               | Nominace – Teen Choice Award v kategorii Nejlepší filmový herec - horor/thriller                                                 |
| 2007 | Transformers                         | Kapitán William Lennox             | Nominace – Teen Choice Award v kategorii Nejlepší filmový souboj                                                                 |
| 2009 | Transformers: Pomsta poražených      | Major William Lennox               | |
| 2010 | Romantici                            | Tom                                | |
| 2010 | Rande v Římě                         | Nick Beamon                        | |
| 2010 | Ramona                               | Hobart                             | |
| 2010 | Pod jednou střechou                  | Eric Messer                        | Nominace – Teen Choice Award v kategorii Nejlepší filmový herec - romantická komedie                                             |
| 2011 | Transformers 3                       | Lt. Col. William Lennox            | |
| 2011 | Šťastný Nový rok                     | Sam Ricker                         | |
| 2012 | Nezahrávej si s ohněm                | Jeremy Coleman                     | |
| 2013 | Mládeži nepřístupno                  | Anson                              | |
| 2013 | Bezpečný přístav                     | Alex Wheatley                      | |
| 2013 | Vyhlídková trasa                     | Mitchell                           | |
| 2013 | Wings: Sky Force Heroes              | Ace (hlas)                         | |
| 2014 | To nejsi Ty                          | Evan                               | |
| 2014 | Strings                              | Alex                               | |
| 2014 | Don Peyote                           | Transient                          | |
| 2015 | Last in the Sun                      | John                               | |
| 2015 | Město statečných                     | Alexander Weller                   | |
| 2016 | Provinění                            | Ben                                | |
| 2016 | Spaceman                             | Bill "Spaceman" Lee                | |
| 2017 | This Is Your Death                   | Adam Rogers                        | |
| 2017 | Transformers: Poslední rytíř         | Lt. Col. William Lennox            | |
| 2017 | CHiPs                                | Rick                               | |
| 2018 | Já, Simon                            | Jack Spier                         | |
| 2019 | Převrácená loď: Krvavá voda          | John Lippoth                       | |
| 2019 | Chlapi sobě                          | Bobfather                          | také režisér, scenárista a producent                                                                                             |
| 2020 | The Lost Husband                     | James O'Connor                     | |
| 2020 | Mysli jako pes                       | Lukas Reed                         | |
| 2021 | Batman: The Long Halloween, Part One | Two-Face (hlas)                    | |
| 2021 | Batman: The Long Halloween, Part Two | Two-Face (hlas)                    | |
| 2022 | Výpadek                              | Cain                               | |
| 2022 | Shotgun Wedding                      | Tom                                | |
| 2022 | Bandit                               | Gilbert Galvan Jr./Robert Whiteman | |

| Rok            | Název                        | Role                        | Poznámky |
| -------------- | ---------------------------- | --------------------------- | --- |
| 1999–2002;2011 | All My Children              | Leo du Pres                 | Cena Daytime Emmy v kategorii Nejlepší herec ve vedlejší roli - dramatický seriál (2002) Nominace – Cena Daytime Emmy v kategorii Nejlepší herec ve vedlejší roli - dramatický seriál (2001,2003) Nominace – Cena Daytime Emmy v kategorii Speciální cena fanoušků: Nejlepší pár (s Rebeccou Budig) Nominace – Soap Opera Digest Award v kategorii Nejlepší mladý herec v hlavní roli |
| 2002           | Ed                           | Richard Reed                | díl: „The Shot“ |
| 2003–2008      | Las Vegas                    | Danny McCoy                 | Hlavní role, 106 dílů Nominace – Teen Choice Award v kategorii Průlomová televizní hvězda - muž Nominace – Teen Choice Award v kategorii Nejlepší televizní herec - drama/akční/dobrodružný |
| 2004–2007      | Drzá Jordan                  | Danny McCoy                 | 3 díly |
| 2008           | Náhradníci                   | Sám sebe (hlas)             | 3 díly |
| 2009–2012      | Fanboy a Chum Chum           | Oz (hlas)                   | 52 dílů |
| 2012           | Jake a piráti ze Země Nezemě | kapitán Flyn (hlas)         | 14 dílů |
| 2014           | Battle Creek                 | detektiv Milton Chamberlain | hlavní role, 13 dílů |
| 2016           | 11.22.63                     | Frank Dunning               | 4 díly |
| 2018           | LA to Vegas                  | kapitán Kyle                | díl: „Two and a Half Pilots“ |
| 2018           | Unsolved                     | detektiv Greg Kading        | |
| 2019           | Veronica Mars                | Magnus                      | díl: „Chino and the Man“ |
| 2021           | Jupiter's Legacy             | Sheldon Sampson/The Utopian | hlavní role, 8 dílů |
| 2021           | Já, Victor                   | Jack Spier                  | díl: „There's No Gay in Team |
| 2021–2022      | Blade Runner: Black Lotus    | Marlowe (hlas)              | |
| 2022           | The Thing About Pam          | Joel Schwartz               | hlavní role |
| 2022           | Šampióni: Nová hra           | Colin Cole                  | hlavní role (2. série) |

## Ocenění
- 2002 – Daytime Emmy Award – Vynikající herec ve vedlejší roli v drama seriálu (za All My Children)
- 2011 – Kids Choice Award – Nejlepší herec